# 爱知工科大学自动车短期大学
爱知工科大学自动车短期大学（日语：／ Aichi Kouka Daigaku Jidōsha  Tankidaigaku *），简称自短（じたん），是一所位于日本爱知县蒲郡市的私立短期大学。

## 概要

### 简介
- 短期大学成立于1987年[1]、由学校法人电波学园经营。

### 历史
- 1987年 爱知技术短期大学成立并同时设置自动车工业学科和电子工学科[1]。
- 1999年 电子工学科招生最后[2]。
- 2000年 改校名为爱知工科大学短期大学部[1]。
- 2001年 电子工学科停办[2]。
- 2007年 改校名为爱知工科大学自动车短期大学[1]。

### 宪章
- 请参看爱知工科大学自动车短期大学的标志 （页面存档备份，存于） （日語） 2013年11月27日阅览。

## 学校环境
- 校区：在爱知县蒲郡市

## 历任校长
- 山田寿胜：第一代短期大学校长[3]。
- 安田孝志：现在短期大学校长[4]

## 组织

### 学科
- 自动车工业学科

### 前学科
- 电子工学科[注 1]

### 专科
| - 没有 |

### 业余课程
| - 没有 |

### 附属学校
| - 专门学校 |

### 附属机关
| - 图书馆 |

## 相关链接
- 日本短期大学列表
- 爱知工科大学